# استرانگ (مین)
استرانگ (به انگلیسی: Strong) یک منطقهٔ مسکونی در ایالات متحده آمریکا است که در شهرستان فرانکلین، مین واقع شده‌است. استرانگ ۷۴٫۹۵ کیلومتر مربع مساحت و ۱٬۲۱۳ نفر جمعیت دارد و ۲۲۶ متر بالاتر از سطح دریا واقع شده‌است.